# Інформаційні технології протикорозійного захисту
Інформаці́йні техноло́гії протикорозі́йного за́хисту — комплексна науково-технічна проблема, яка пов'язана як з фундаментальними дослідженнями в області фізико-хімічних процесів корозії, так і розробками технологічних систем управління протикорозійним захистом. Головною передумовою до реалізації цих задач є розробка математичних моделей систем з використанням фундаментальних підходів до розрахунку електрохімічних полів значної складності, розробка науково обґрунтованих методик дослідження поточного стану систем протикорозійного захисту, а також використання сучасних методів ідентифікації параметрів математичних моделей розподілення захисної різниці потенціалів «труба-земля».
Великий внесок у розробку теоретичних і прикладних питань математичного моделювання процесів протикорозійного захисту зробили Францевич И. Н., Остапенко В. Н., Лукович В. В., Глазов Н. П., Ягупольська В. В., Притула В. В., Глазков Н. Г., Шеферд В., Бекман В. та ін.
Проблеми розробки математичних моделей та інформаційних технологій автоматизованого управління системами протикорозійного захисту магістральних трубопроводів є актуальними як з теоретичного, так і з практичного погляду.